# 搶孤

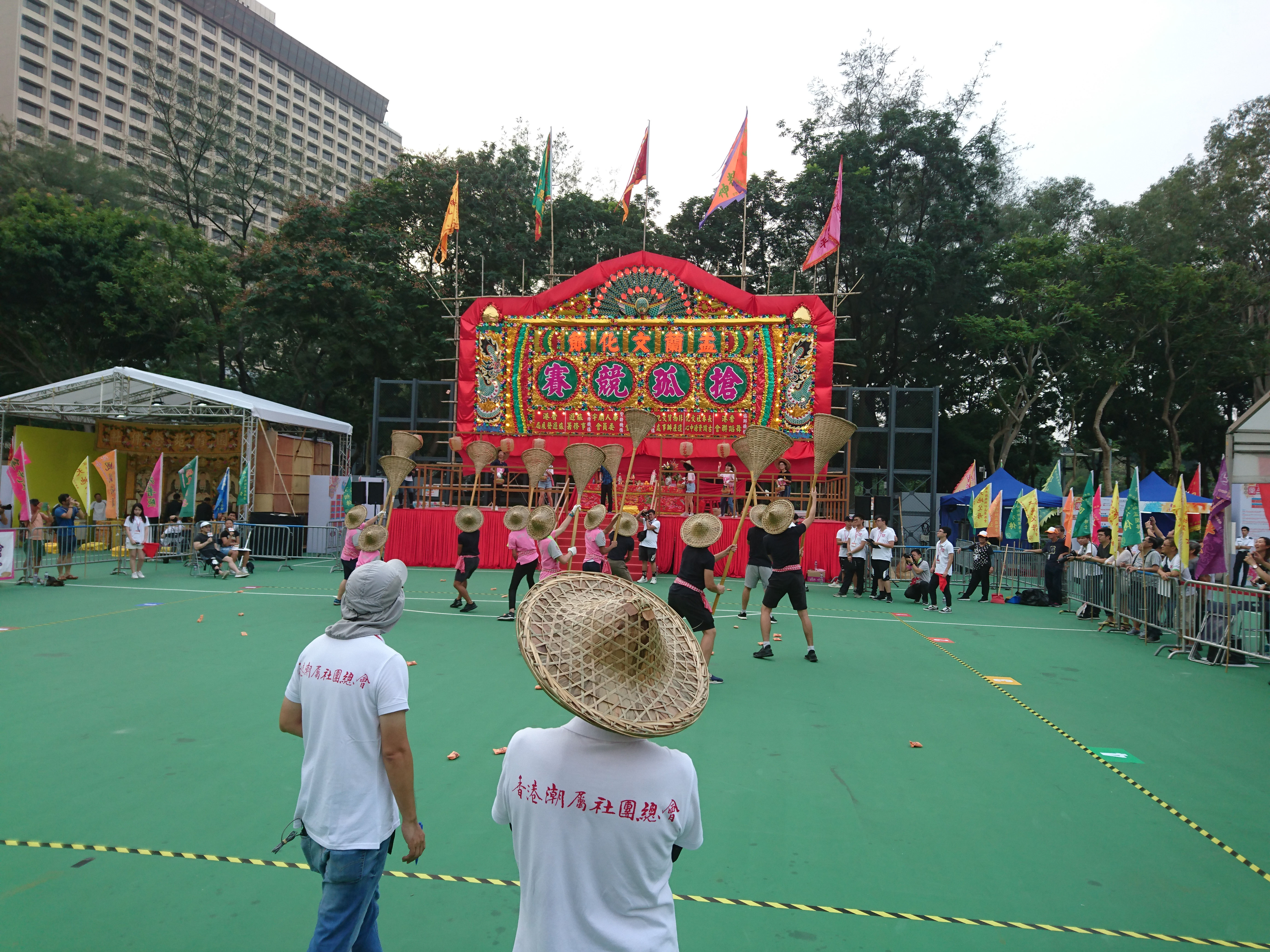
香港一個新式搶孤比賽

搶孤（白話字：chhiúⁿ-koo，臺羅：tshiúnn-koo）為闽南民系及越南一種廟會活動，台灣的宜蘭頭城及屏東恆春、中國大陸闽南、潮汕及香港潮州人在中元普渡或醮會等祭祀活動後，會將祭祀的供品提供民眾搶奪，稱為「搶孤」，其中一種比較為人熟悉的為搶包山。一種說法是為了娛樂眾家先靈，扮演搶食的餓鬼，另一種說法是搶奪祭品，以嚇退流連忘返的亡魂；同時亦有賑濟貧苦流民的功能。

## 傳統搶孤

### 台灣
台灣最負盛名的「搶孤」是東北角宜蘭頭城與西南隅屏東恆春的搶孤活動。
搶孤是先搭設十幾公尺高的「孤棚」，選手到此需要「倒翻棚」（臺羅：tò-huan-pênn）到上層，上層再搭「孤棧」(臺羅：koo-tshián)，並在上頭擺放供品以及旗幟，而棚柱上塗滿牛油，整隊八人中六人為先發，以底座人撐起其他三位隊員及攻擊手完成任務，想要憑己力爬上孤棚並不容易，往年常有意外發生，因此據說，在台灣清治時期臺灣巡撫劉銘傳曾經下令禁止搶孤活動。現代的搶孤活動則有增加許多安全措施，例如下方之防墜網、登上孤棧時需鉤扣安全繩等。

#### 頭城搶孤
1991年，宜蘭頭城恢復舉辦搶孤，並且改善了活動搶奪的方式，成了目前具有競賽性的民俗活動，截至2011年的新規例：第一階段，五人以疊羅漢方式幫助攻擊手在一小時內搶下柱子中間的紅繩，但如果支撐不住，或攻擊手跌回地上，需要重新開始，然後在第二階段，只能以剩下的白布幫助攻頂能夠首先取得棧頂的「順風旗」就算奪標。而民間相信搶得順風旗的人，可以獲得神鬼的庇護。
以頭城搶孤的孤棚結構為例：總高度43公尺、總重量4萬6000公斤。
•上：13座孤棧（高30公尺、每座由16根竹子編成），均綁有祭品、頂端有順風旗。
•中：倒塌棚（長12公尺、寬7.2公尺）。
•下：16根衫木孤柱（高13公尺），各塗75公升牛油。
2015年37歲的林宗麟每天拉單槓及核心肌群訓練，9月12日11點開賽後，在隊員疊羅漢協助下，攀爬塗抹牛油孤柱，爬到孤棚棚頂下，使出類似倒掛金鉤的「倒翻棚」；比上屆冠軍快了24分，僅花了8分9秒就翻上孤棚；創下頭城搶孤史上最快紀錄。
宜蘭頭城搶孤於農曆7月30日「鬼門關」舉行。

#### 恆春搶孤
自屏東設縣以前就有搶孤的活動在進行，直到日治時代末期，因為第二次世界戰爭的緣故，禁止舉辦大型活動而暫時消失；直到1951年左右，再以舉辦三年、停三年方式重新將此項傳統恢復舉行，恢復期間亦曾間斷舉行，直到1981年又再恢復。

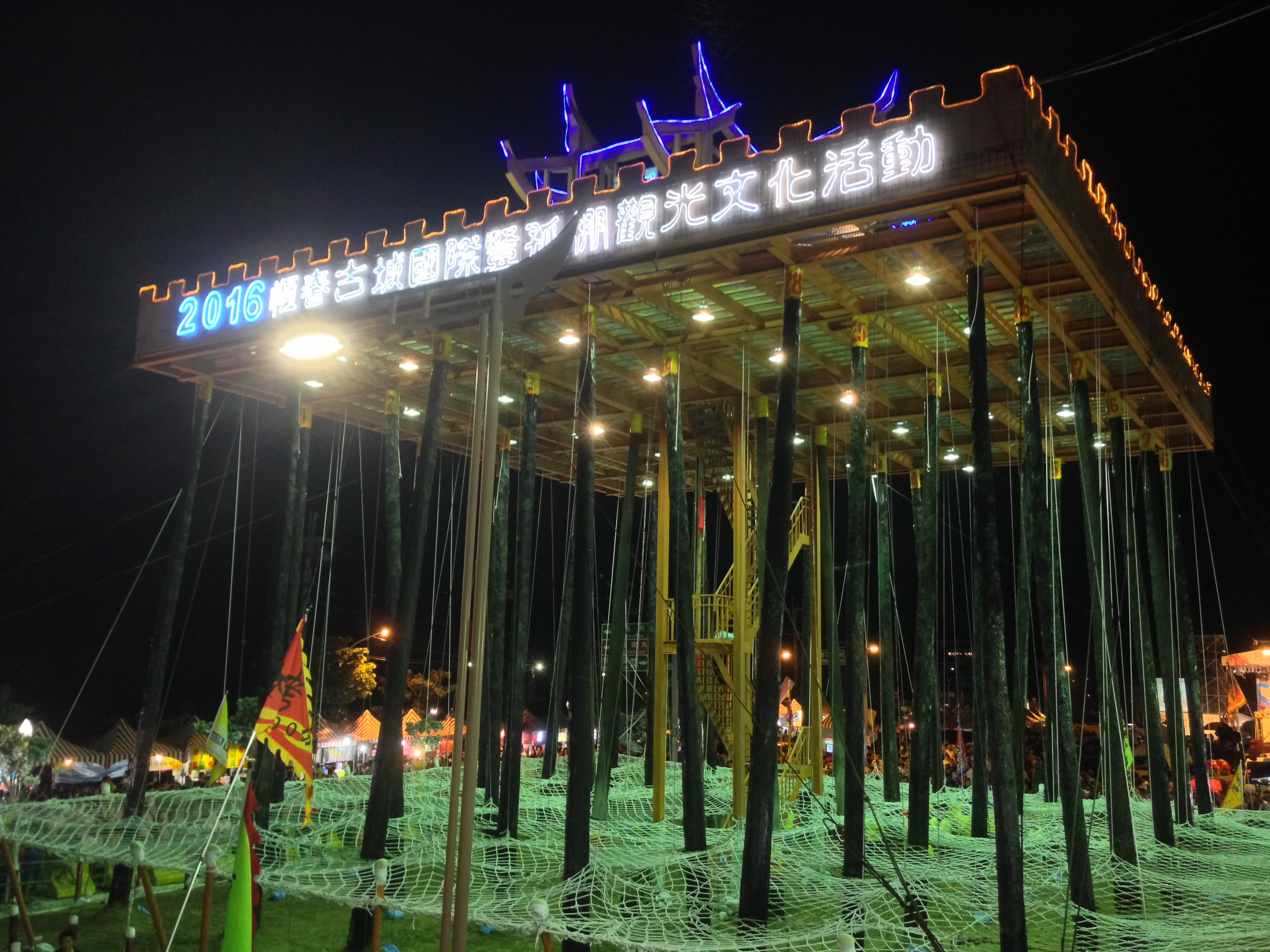
恆春搶孤

過去每三年一次於農曆七月十五日中元節舉辦的搶孤活動，於恆春古城的東門旁舉辦；競賽參加者須每八人為一組，以疊羅漢的方式互助合作，運用繩索攀爬上十二公尺高塗滿滑膩牛油的大型柱體，爬到頂端時須以倒掛金鉤的方式翻上孤棚，取下順風旗，便完成搶孤的勝利。
現今孤棚結構也與早年的不同。早期作法是：豎四根長度三丈六的原木代表恆春城內四座古城，原木上塗滿易滑的牛油，下舖防護網、地板鋪細沙，防止意外。原木上再搭建孤棚，孤棚頂端插放一面錦旗，率先搶得錦旗者即為優勝。 如今將四根原木柱改為卅六柱，參賽隊伍數相對就能擴增。鎮公所廣發英雄帖開放給恆春以外各地好手共襄盛舉，也已經有外籍隊伍越洋來較勁。現在每年一次。

### 中國大陸
漳州龍海市隆教畲族鄉大社村搶孤為龍海市「非物質文化遺產」，1949年起搶孤棚及建醮活動曾中斷了35年。

## 參看
1. ↑  .   [2015-09-14]. （原始内容存档于2017-10-04）.
2. ↑  .   [2015-09-14]. （原始内容存档于2015-10-22）.
3. ↑  .   [2015-09-14]. （原始内容存档于2019-07-04）.
4. ↑  .   [2015-09-14]. （原始内容存档于2020-09-30）.

## 外部連結
- 頭城搶孤的歷史與演變（游謙） （页面存档备份，存于）